# Xian Qinhuan Automobile

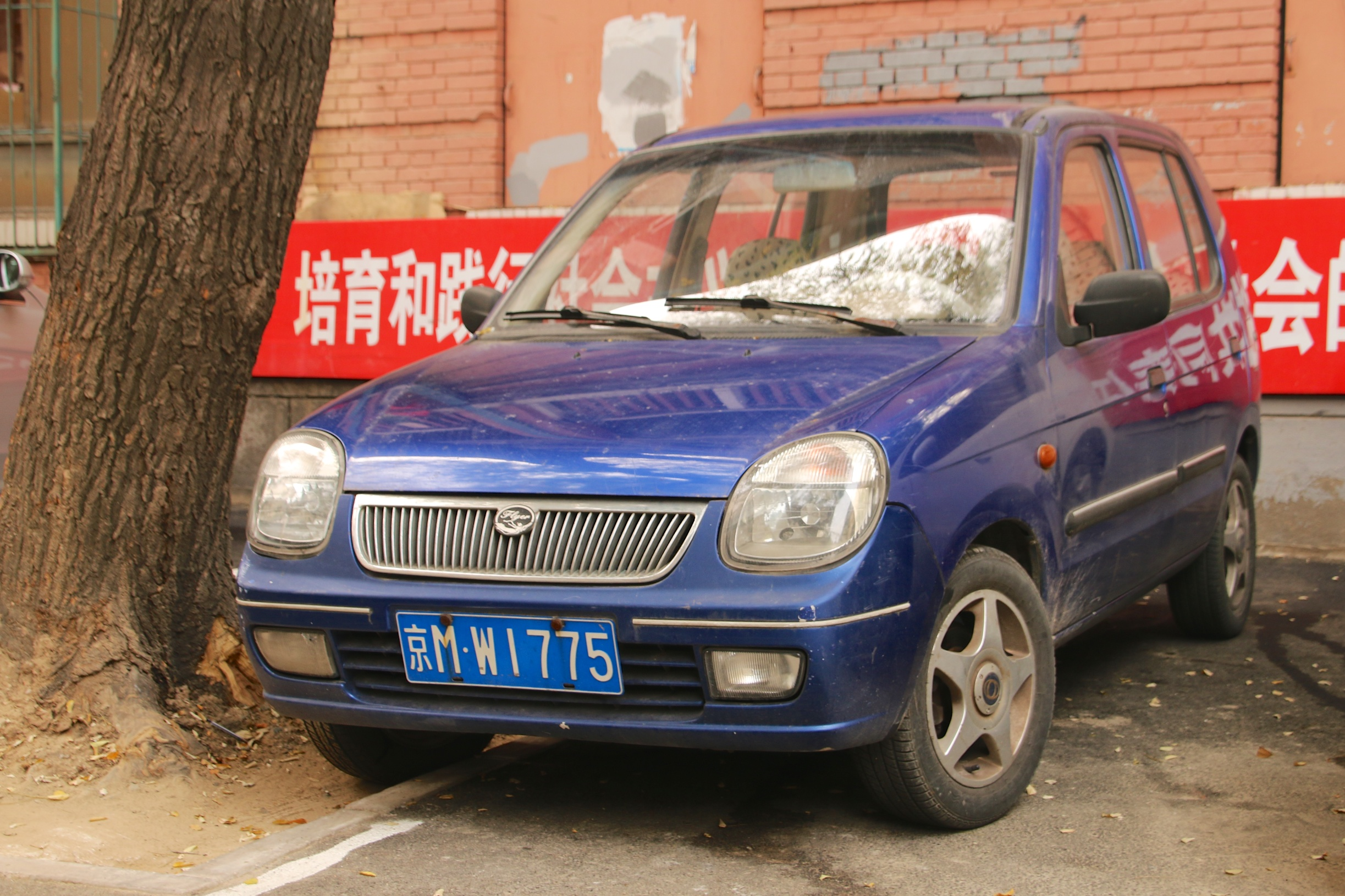
Qinchuan Flyer

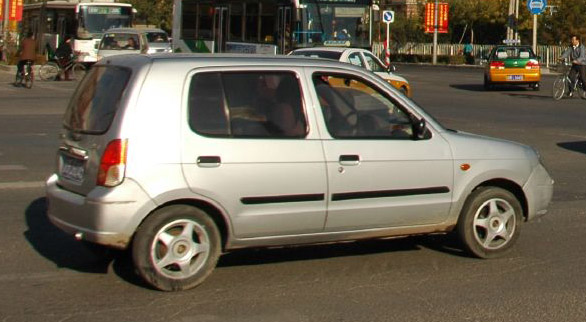
Seitenansicht

Xian Qinhuan Automobile, zuvor Qinchuan Machinery Works und Xian Qinchuan Development, war ein Hersteller von Automobilen aus der Volksrepublik China.

## Unternehmensgeschichte
Das Unternehmen Qinchuan Machinery Works aus Xi’an gehörte zu Norinco. 1987 oder 1990 begann die Produktion von Automobilen. Der Markenname lautete zunächst ausschließlich Qinchuan. Weitere Markennamen waren Xian ab 1990 und Beifan ab 1992. Der Zeitpunkt der Umbenennung in Xian Qinchuan Development ist nicht überliefert. Ab 1997 firmierte es als Xian Qinhuan Automobile. 2003 endete die Produktion, als BYD 77 % der Anteile des Unternehmens übernahm.

## Fahrzeuge
Das erste Modell war der Qinchuan SX 720, der später in Beifang QCJ7050 umbenannt wurde. Eine andere Quelle nennt dieses Modell Beifan QCJ 7050. Dieser kleine Wagen hatte einen Motor von Daihatsu mit 547 cm³ Hubraum und 27,6 PS Leistung. Die Höchstgeschwindigkeit war mit 90 km/h angegeben. Von diesem Modell entstanden etwa 500 Fahrzeuge.
1992 erschien der Qinchuan QCJ 7080, der auch als Beifan Alto und Xian Alto vermarktet wurde. Eine andere Quelle nennt den Namen Xian Alto QCJ 7080 und die Produktionsdauer von 1992 bis 2001. Es war eine Lizenzfertigung des Suzuki Alto.
Zwischen 1997 und 1998 entstanden außerdem die Qinchuan QCJ 7081 mit Schrägheck und Qinchuan QCJ 7082 als Limousine.
Der Fuxing QCJ 7085 wurde auch Beifan Xiao Fuxing QCJ 7085 genannt. Kak Lee aus Hongkong war der Designer des Fahrzeugs. Die Plattform, der Motor mit 800 cm³ Hubraum sowie das Getriebe stammten vom Suzuki Alto der Bauzeit 1988–1993. Die fünftürige Karosserie bot Platz für vier Personen. Eine Quelle gibt an, dass es ein Prototyp blieb. Eine andere Quelle gibt an, dass das Unternehmen dieses Modell 1995 als Beifang Xiaofuxing QCJ 7085 auf der Beijing Motor Show präsentierte und von 1998 bis 1999 als Qinchuan Xiaofuxing QCJ 7088 produzierte. Eine weitere Quelle bestätigt die testweise Produktion von 1998 bis 1999 als QCJ 7088.
1999 wurde der Prototyp QCJ 7090 vorgestellt.
Letztes Modell war der 2001 präsentierte Qinchuan Flyer QCJ 7081.